# BKMA Ereván
El BKMA Ereván (en armenio: ԲԿՄԱ Երևան o en armenio: Բանակի Կենտրոնական Մարզական Ակումբ Երևան; Banaki Kentronakan Marzakan Akumb Yerevan, en inglés: Central Sport Club of the Army Yerevan) es un equipo de fútbol de Armenia que juega en la Primera Liga de Armenia, la segunda división nacional.

## Historia
Fue fundado en el año 1947 en la capital Ereván con el nombre CSKA Yerevan como el equipo representante del Ejército de Armenia y es controlado por el Ministerio de Defensa de Armenia y participaba en las competiciones de Unión Soviética.
Tras la independencia de Armenia cambian su nombre por el actual, y en 1994 debuta en la Primera Liga de Armenia.
Dos años después termina subcampeón y juega por el ascenso a la Liga Premier de Armenia, pero el club desaparece en 1997.
En 2019 el club es refundado por iniciativa del Ministro de Defensa David Tonoyan, y dos años después logra el ascenso a la Liga Premier de Armenia.